# Marek Rodák
Marek Rodák, né le 13 décembre 1996 à Košice (Slovaquie), est un footballeur international slovaque qui joue au poste de gardien de but au Al-Ettifaq FC.

## Biographie

### En club
Formé dans le club de sa ville natale de Košice, Marek Rodák rejoint le centre de formation du Fulham FC en 2013, alors qu'il est âgé de seize ans.
Prêté à Welling United (D5 anglaise) puis à Accrington Stanley (D4 anglaise) entre 2016 et 2017, le jeune gardien de but slovaque participe à sa première rencontre avec Fulham à l'occasion d'un déplacement à Wycombe en Coupe de la Ligue anglaise le 8 août 2017 (victoire 0-2).
Trois semaines plus tard, Rodák est envoyé en prêt pour une saison à Rotherham United, qui évolue en troisième division anglaise. Régulièrement titularisé, il prend part à trente-huit matchs et son équipe parvient à décrocher sa promotion en D2 anglaise à l'issue des barrages.
Le 25 juillet 2018, Marek Rodák est prêté pour une deuxième saison consécutive à Rotherham United. Il joue quarante-cinq des quarante-six journées de championnat, mais Rotherham ne parvient pas à se maintenir et redescend en troisième division.
De retour à Fulham à l'été 2019, le gardien de but slovaque est mis en concurrence avec Marcus Bettinelli. Ce dernier est préféré à Rodák en début de saison mais le Slovaque ne quitte plus les cages du club londonien à compter du début du mois de novembre 2019. Performant et titulaire indiscutable sous les ordres de Scott Parker, Rodák participe à trente-neuf matchs au cours de cette saison 2019-2020, qui voit Fulham remporter les play-offs et par la même occasion sa promotion en Premier League.
Le 12 septembre 2020, Marek Rodák est titulaire lors de la première journée de championnat face à Arsenal (défaite 0-3). Il s'agit de son premier match au sein de l'élite anglaise.

### En sélection nationale
Marek Rodák est sélectionné à huit reprises avec l'équipe de Slovaquie des moins de 19 ans entre 2014 et 2015, puis à quatorze reprises avec les espoirs slovaques. Le 11 septembre 2018, il inscrit un but de la tête après être monté sur un corner dans le temps additionnel d'une rencontre comptant pour les éliminatoires de l'Euro espoirs 2019 face à l'Islande. Ce but permet à sa sélection de l'emporter 3-2 sur le fil. Il est convoqué pour la première fois en équipe de Slovaquie cette même année, mais doit attendre le 7 septembre 2020 pour honorer sa première sélection en A en étant titularisé contre Israël en Ligue des nations (1-1).
Il est retenu dans la liste des 26 joueurs slovaques du sélectionneur Štefan Tarkovič pour participer à l'Euro 2020.
Le 7 juin 2024, il figure dans la liste des 26 joueurs slovaques retenus par Francesco Calzona pour participer à l'Euro 2024.

## Statistiques
| Saison                | Club                      | Championnat           | Championnat | Championnat | Coupe nationale | Coupe nationale | Coupe de la Ligue | Coupe de la Ligue | Play-offs | Play-offs | Slovaquie | Slovaquie | Total | Total |
| Saison                | Club                      | Division              | M.          | B.          | M.              | B.              | M.                | B.                | M.        | B.        | M.        | B.        | M.    | B.    |
| 2017-2018             | Fulham FC                 | Championship          | -           | -           | -               | -               | 1                 | 0                 | -         | -         | -         | -         | 1     | 0     |
| 2019-2020             | Fulham FC                 | Championship          | 33          | 0           | 2               | 0               | 1                 | 0                 | 3         | 0         | -         | -         | 39    | 0     |
| 2020-2021             | Fulham FC                 | Premier League        | 2           | 0           | 2               | 0               | 2                 | 0                 | -         | -         | 5         | 0         | 11    | 0     |
| 2021-2022             | Fulham FC                 | Championship          | 33          | 0           | -               | -               | 2                 | 0                 | -         | -         | 12        | 0         | 47    | 0     |
| 2022-2023             | Fulham FC                 | Premier League        | 2           | 0           | 4               | 0               | 1                 | 0                 | -         | -         | 2         | 0         | 9     | 0     |
| 2023-2024             | Fulham FC                 | Premier League        | -           | -           | 2               | 0               | 2                 | 0                 | -         | -         | -         | -         | 4     | 0     |
| Sous-total            | Sous-total                | Sous-total            | 70          | 0           | 12              | 0               | 8                 | 0                 | 3         | 0         | 19        | 0         | 112   | 0     |
| 2015-2016             | Welling United (prêt)     | National League       | 17          | 0           | 1               | 0               | -                 | -                 | -         | -         | -         | -         | 18    | 0     |
| 2016-2017             | Accrington Stanley (prêt) | League Two            | 20          | 0           | 1               | 0               | -                 | -                 | -         | -         | -         | -         | 21    | 0     |
| 2017-2018             | Rotherham United (prêt)   | League One            | 35          | 0           | -               | -               | -                 | -                 | 3         | 0         | -         | -         | 38    | 0     |
| 2018-2019             | Rotherham United (prêt)   | Championship          | 45          | 0           | 1               | 0               | -                 | -                 | -         | -         | -         | -         | 46    | 0     |
| Sous-total            | Sous-total                | Sous-total            | 117         | 0           | 3               | 0               | -                 | -                 | 3         | 0         | -         | -         | 123   | 0     |
| Total sur la carrière | Total sur la carrière     | Total sur la carrière | 187         | 0           | 14              | 0               | 8                 | 0                 | 6         | 0         | 19        | 0         | 234   | 0     |

### En club
Fulham
- Champion d'Angleterre de D2 en 2022.